# Eresina
Eresina is een geslacht van vlinders van de familie Lycaenidae.

## Soorten
- E. bergeri Stampffer, 1956
- E. bilinea Talbot, 1935
- E. bitjensis Bethune-Baker, 1926
- E. conradti Stempffer, 1956
- E. corynetes Grose-Smith & Kirby, 1890
- E. crola Talbot, 1935
- E. fontainei Stempffer, 1956
- E. fusca Cator, 1904
- E. jacksoni Stempffer, 1961
- E. katangana Stempffer, 1956
- E. katera Stempffer, 1962
- E. likouala Stempffer, 1962
- E. maesseni Stempffer, 1956
- E. masaka Stempffer, 1962
- E. pseudofusca Stempffer, 1961
- E. rougeoti Stempffer, 1956
- E. saundersi Stempffer, 1956
- E. theodori Stempffer, 1956
- E. toroensis Joicey & Talbot, 1921